# Đại hồng thủy (lịch sử)
Cơn lũ dữ (tiếng Ba Lan: pоtор szwedzki, tiếng Litva: švedų tvanas, tiếng Thụy Điển: svenska syndafloden), hay còn được biết tới là Con lũ dữ Thụy Điển, là một trong những sự kiện bi thảm nhất trong lịch sử Ba Lan và có tác động vô cùng lớn tới Ba Lan sau này. Diễn ra cùng lúc với cuộc chiến tranh Nga-Ba Lan, cuộc nổi dậy Khmelnytsky và chiến tranh phương Bắc lần hai, cuộc xung đột này còn được gọi là Con lũ dữ Thụy Điển ở Ba Lan, do mức độ tàn phá khủng khiếp mà quân xâm lược Thụy Điển để lại cho Ba Lan, mà đã có tác động cực kỳ nghiêm trọng sau này. Từ "potop" trong tiếng Ba Lan, ám chỉ "lũ dữ" trong Kinh thánh, đã được chính Henryk Sienkiewicz cụ thể hóa trong cuốn tiểu thuyết Cơn lũ dữ của ông vào năm 1886.
Cuộc xung đột kinh hoàng này đã tàn phá 3/4 đất nước Ba Lan và cướp đi mạng sống của 1/3 dân số nước này bấy giờ. Bản thân chính Giáo sư Andrzej Rottermund còn phải thừa nhận rằng cuộc xâm lược của Thụy Điển còn để lại hậu quả kinh hoàng hơn so với hành động đồng hủy diệt Ba Lan mà Liên Xô và Đức Quốc Xã gây ra trong Chiến tranh thế giới thứ hai, do người Thụy Điển đã xông vào cướp phá rất nhiều cổ vật quý của Thịnh vượng chung, mà phần đông sẽ không được trả về. Warszawa, thủ đô Thịnh vượng chung, đã hoàn toàn bị đốt phá bởi quân xâm lược Nga-Thụy Điển, khiến cho thành phố sầm uất này chỉ còn 2.000 người sống sót. Theo ước tính năm 2012, thiệt hại Ba Lan phải gánh chịu lên tới 4 tỷ Złoty. Quân Thụy Điển, cùng với những kẻ xâm lược người Nga sau đó, đã phá hủy hơn gần 200 thành phố, xã, cùng với hơn 150 nhà thờ và gần 90 thành trì lớn nhỏ.
Một trong những hậu quả lớn nhất là sự hủy hoại hoàn toàn sức mạnh của Ba Lan, và hành động cướp phá của lính Nga và Thụy Điển là minh chứng của sự bạo tàn mà Ba Lan phải trải qua. Cuộc chiến này chính là khởi điểm đánh dấu sự suy tàn của Ba Lan, và mở đường để Nga trỗi dậy và nô dịch Ba Lan sau này.

## Sự hủy diệt Thịnh vượng chung

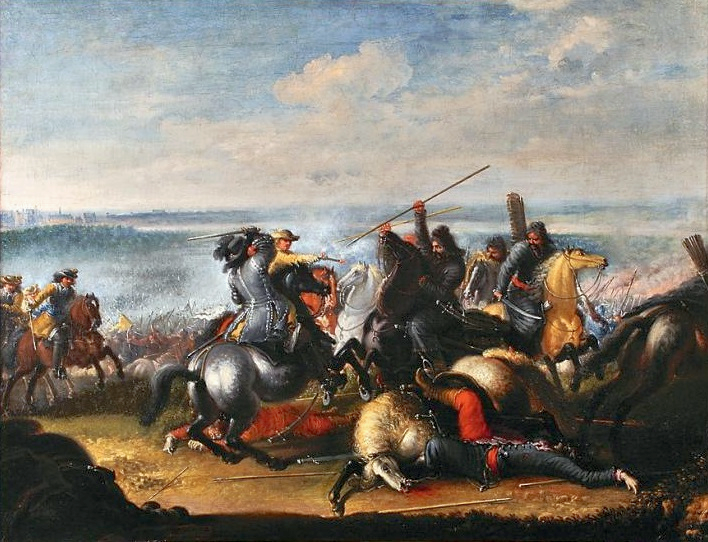
Charles X Gustav chiến đấu chống người Tatars tại Warsaw, 29 tháng 7 năm 1656. Johan Philip Lemke, tranh sơn dầu, 1684.